# ビゲロー・エアロスペース
ビゲロー・エアロスペース（英語: Bigelow Aerospace）は、膨張式の宇宙ステーションモジュールを手がけるアメリカ合衆国の宇宙ベンチャー企業である。ネバダ州ノースラスベガスに本社を持つ。1999年にホテル王のロバート・ビゲローにより設立された。
膨張式の宇宙構造物は、打ち上げ時のロケットの直径にサイズが制限されることなく、また重量も軽減できる。軌道に上がり膨らんだモジュールは、宇宙飛行士に大きな空間を提供することができる。膨張式のモジュールはもともとアメリカ航空宇宙局 (NASA) の下でトランスハブ計画として提案・開発が行われていた。後に計画はキャンセルされたが、ビゲロー・エアロスペースはNASAと契約を結び、膨張式モジュールの重要な技術を商業化に向けて使用できるようになった。
宇宙ステーションの実験モジュールを打ち上げていたが、2020年時点では民間有人宇宙船の開発遅延もあり、本格的な有人モジュールの打ち上げには至っていなかった。2020年3月、ビゲロー・エアロスペースは新型コロナウイルス感染症の流行による事業制限もあり、従業員88名全員をレイオフした事を発表した。以後2024年現在までに打ち上げなどの発表はなく、活動停止状態にある。

## モジュール

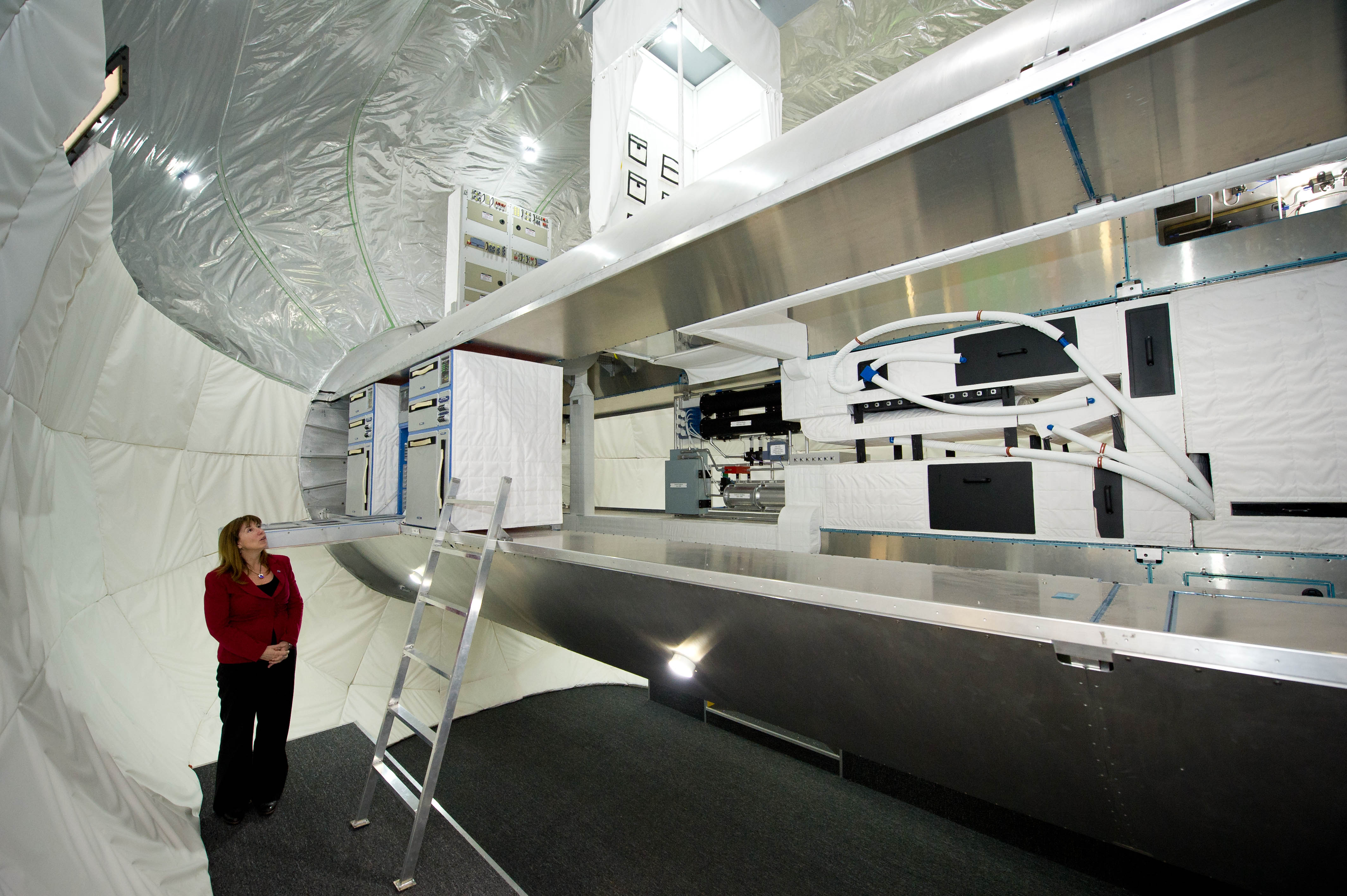
モジュールの内部（モックアップ）

2006年7月12日と2007年6月28日にビゲローはそれぞれジェネシスIとIIモジュールを打ち上げた。2008年半ばにはビゲローはギャラクシーモジュールを完成したが打ち上げ費用の高騰により打ち上げには至っていない。新しいギャラクシーの技術は2006年と2007年のジェネシスの成功により実質的には部分的に実証された。残されたモジュールは、北ラスベガスの施設で地上試験に用いられた。
後継モジュールの打ち上げは当初2010年代前半を予定していたが、その後の民間有人宇宙飛行の開発の遅れにより延期された。2016年4月にはNASAとの契約の下、ISSに接続する試験モジュールBEAMを打ち上げた。本格的な有人モジュールとなるBA 330の打ち上げは2021年に予定されていた。
| モジュールタイプ                                | モジュール名              | 体積                    | 打ち上げ日時              | 打ち上げロケット             | ミッションの状態                                             |
| ----------------------------------------------- | ------------------------- | ----------------------- | ------------------------- | ---------------------------- | ------------------------------------------------------------ |
| ジェネシスパスファインダー (Genesis Pathfinder) | ジェネシスI (Genesis I)   | 11.5 m3 (410 cu ft)     | 2006年7月12日 14:53 (UTC) | ドニエプル                   | 打ち上げ成功                                                 |
| ジェネシスパスファインダー (Genesis Pathfinder) | ジェネシスII (Genesis II) | 11.5 m3 (410 cu ft)     | 2007年6月28日 15:02 (UTC) | ドニエプル                   | 打ち上げ成功                                                 |
| ギャラクシー (Galaxy)                           | ギャラクシー              | 16.7 m3 (590 cu ft)     | 中止                      | －                           | 打ち上げキャンセル、地上で試験を実施                         |
| サンダンサー (Sundancer)                        | 不明                      | 180 m3 (6,357 cu ft)    | 中止                      | －                           | 打ち上げキャンセル、直接BA 330を開発する計画に置き換えられた |
| BEAM                                            | 不明                      | 16 m3 (565 cu ft)       | 2016年4月9日              | ファルコン9, ドラゴン        | 打ち上げ成功                                                 |
| BA 330                                          | ノーチラス                | 330 m3 (11,654 cu ft)   | 2021年予定                | アトラスV                    | 開発中。2016年現在2機の打ち上げを予定                        |
| BA 2100                                         | オリンパス                | 2,100 m3 (74,161 cu ft) | 不明                      | スペース・ローンチ・システム | 計画                                                         |

### ジェネシス I
2006年7月12日にジェネシスIがロシアのオレンブルク州のヤースヌイ宇宙基地からドニエプルロケットで打ち上げられた。打ち上げはビゲローとISCコスモトラスによって行われた。打ち上げ時に地上側の困難にもかかわらず、予定した軌道へ投入され、与圧部を膨張させて太陽電池パネルを展開し、内部のシステムを起動した。 予定された任務は5年間に渡るもので宇宙船の梱包、展開の手順やスペースデブリや他の宇宙の危険な状況に対する耐性の試験を含む性能を試験する大規模な観測が含まれる。ビゲロー社の企業弁護士のMike Goldは"私達のビゲロー・エアロスペースにおけるモットーは'早期に、頻繁に飛ばす事'です。ジェネシス1の結果に関係なく素早く次の打ち上げ計画を進めます。"と語った。

### BEAM

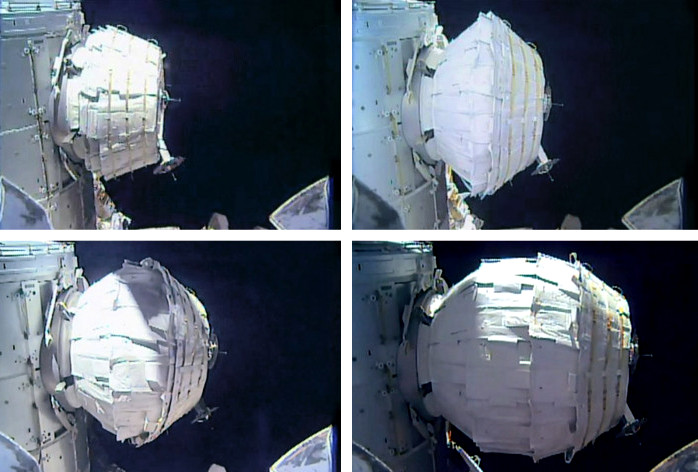
ISSに取りつけられ膨張するBEAM

BEAM (Bigelow Expandable Activity Module) は、NASAとの契約に基づきビゲロー社が開発したインフレータブル構造の試験モジュールで、国際宇宙ステーション (ISS) のノード3に接続する。このモジュールは全長が4m、直径が3.2mで、重さは1,360kg。2016年4月8日のドラゴン補給船による8回目のISS輸送ミッションで打ち上げられ、5月28日に空気が注入され展開された。
BEAMの計画は2013年1月に明らかにされた。BEAMは、ISSのロボットアームでノード3後方の共通結合機構に結合、BEAM内に空気を満たして膨張させるものとされた。計画では、2年かけて空気のリーク量や構造の健全さ、放射線や温度変化などの宇宙環境による影響などのデータを取得し、従来型の金属モジュールとの比較ができるようにする。この計画のために、NASAはビゲロー社に1,780万ドルの資金を提供した。 試験の終了後も荷物置き場として使用されており、2021年12月には所有権がNASAに譲渡され、サポートもATA Engineering社に変更されている。

## ビゲロー商業用宇宙ステーション

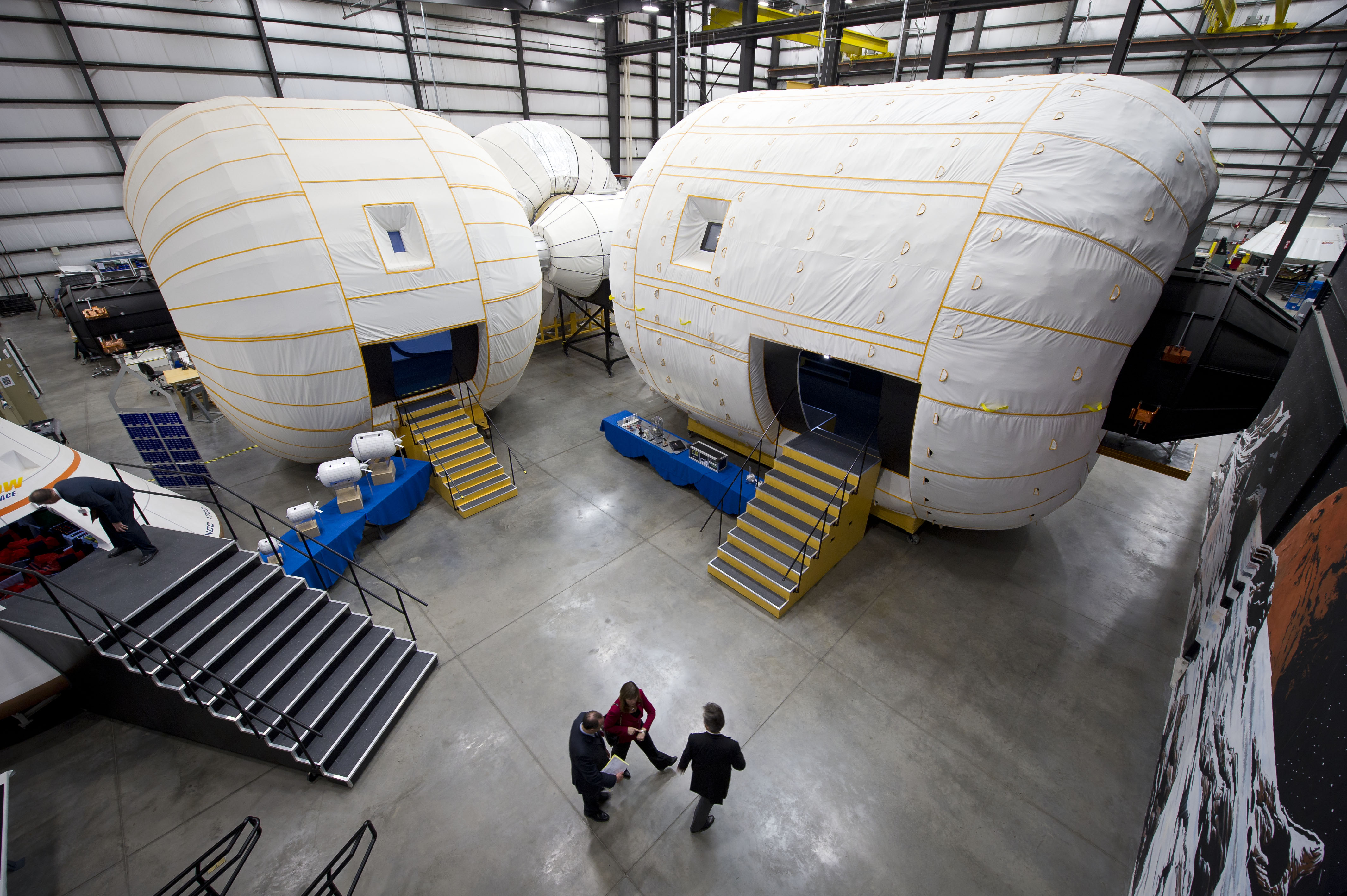
スペース・コンプレックス・アルファの実物大モックアップ

ビゲロー・エアロスペースでは、いくつかのモジュールを組み合わせて民間による宇宙ステーションを建設することを計画していた。計画は民間による有人宇宙飛行の遅延からたびたび見直されているが、2018年時点では、2021年に地球低軌道に2機のBA 330を打ち上げるという構想が明らかにされていた。2018年2月には、こうした宇宙ステーションの運用やサービスの販売を行う新会社ビゲロー・スペース・オペレーションズ (Bigelow Space Operations, BSO) も設立していた。
同社の2010年当時の構想では、宇宙ステーションはサンダンサーとBA 330の二種類の膨張式モジュール、中央のドッキングノード、推進装置、太陽電池アレイ、それに乗員用の宇宙船から構成されるとしていた。このころは、コンポーネントの最初の打ち上げは2014年に計画されており、ステーションの一部は2015年の早いうちにも利用可能となるとしていた。 ビゲローでは、9つのBA 330モジュールを設置した構成では、その居住空間は 100,000 cu ft (2,800 m3) にも達すると語っている。2010年10月、ビゲローは2機のサンダンサーと1機のBA 330からなる最初の構成について、スペース・コンプレックス・アルファ (Space Complex Alpha) という名称で言及している。
また、4機のBA 330からなるより大型の構成を スペース・コンプレックス・ブラボー (Space Complex Bravo) としており、2016年の打ち上げを目指すとしていた。
2010年10月、ビゲローは商業宇宙ステーションの施設の利用について、イギリス、オランダ、オーストラリア、シンガポール、日本、スウェーデン、の6つの国のクライアントと合意を結んだと発表した。2011年2月時点ではさらに増え7カ国となっている。
より昔の、2005年当時の構想では、世界初の宇宙ホテルとしてCSSスカイウォーカー (CSS Skywalker, Commercial Space Station Skywalker) という宇宙ステーションが計画されていた。スカイウォーカーは複数のノーチラス居住モジュール（後のBA 330）から構成されており、MDPM (Multi-Directional Propulsion Module) により、惑星間空間や月軌道への移動もできるとしていた。
2010年11月、ビゲローは市場の拡大が期待できるとして、将来的には10からそれ以上の宇宙ステーションを建設したいと述べた。